# Bruno Kalniņš
Bruno Kalniņš (ur. 7 maja 1899 w Tukumie, zm. 26 marca 1990 w Sztokholmie) – łotewski polityk socjaldemokratyczny i działacz emigracyjny w Szwecji, syn Paulsa.

## Życiorys
Ukończył gimnazjum w Dubalti. W 1913 przystąpił do Łotewskiej Socjaldemokratycznej Partii Robotniczej. W 1916 został absolwentem gimnazjum w Helsinkach, po czym studiował prawo w Piotrogrodzie (1916–1917). W czasie rewolucji październikowej został członkiem Ryskiej Rady Delegatów Robotniczych i Chłopskich, należał do jej komitetu wykonawczego.
W 1918 należał do Łotewskiej Rady Narodowej, która 18 listopada 1918 ogłosiła niepodległość kraju. W 1919 walczył w wojnie łotewsko-bolszewickiej. Rok później wybrano go do Sejmu Ustawodawczego Łotwy. W latach 1918–1934 zasiadał w KC Łotewskiej Socjaldemokratycznej Partii Robotniczej.
Po przewrocie wojskowym Ulmanisa został aresztowany i uwięziony na kilka miesięcy. W 1937 wyjechał do Finlandii, gdzie rozpoczął działalność jako attaché prasowy w ambasadzie Republiki Hiszpanii.
Po aneksji Łotwy przez ZSRR w 1940 powrócił do kraju, gdzie objął katedrę na Uniwersytecie Łotewskim. Mimo poglądów niezgodnych z oficjalną linią uniknął wywózki na Wschód.
Podczas okupacji niemieckiej zaangażował się w działalność Łotewskiej Rady Centralnej, która opowiedziała się za wskrzeszeniem niepodległości kraju. Ze względu na antyhitlerowskie poglądy wywieziono go do Stutthofu, gdzie doczekał 1945.
Po II wojnie światowej znalazł się na terenie Szwecji. Wykładał w Instytucie Słowiańskim na Uniwersytecie w Sztokholmie oraz pracował w tamtejszej bibliotece. Od 1960 do 1970 był zatrudniony w Wyższej Akademii Wojskowej w Sztokholmie.
Angażował się w działalność emigracyjnego ruchu lewicowego na terenie Europy. W latach 1947–1986 pozostawał przedstawicielem Łotewskiej Socjaldemokratycznej Partii Robotniczej w Unii Socjalistycznej Europy Środkowo-Wschodniej. W 1983 wybrano go honorowym przewodniczącym Międzynarodówki Socjalistycznej.

## Publikacje
- "Sociāldemokratijas militārpolitika" (1928)
- "Der sowjetische Propagandastaat. Das System und die Mittel der Massenbeeinflussung in der Sowjetunion" (1950)
- "Revolūcija vai evolūcija Padomju savienībā?" (1957)
- "Vēl cīņa nav galā... 1894-1920" (1989)